# Wielka Wola (powiat tomaszowski)
Wielka Wola – wieś w Polsce położona w województwie łódzkim, w powiecie tomaszowskim, w gminie Czerniewice.
W latach 1975–1998 miejscowość należała administracyjnie do województwa piotrkowskiego.

## Zabytki
Według rejestru zabytków Narodowego Instytutu Dziedzictwa na listę zabytków wpisane są obiekty:
- zespół dworski z połowy XIX wieku, nr rej.: 353 z 26.06.1985 i z 18.05.1994:
  - Dwór w Wielkiej Woli
  - kaplica pw. św. Rocha, z 1 połowy XIX wieku
  - park